# Bruno Cipolla
Bruno Cipolla (ur. 24 grudnia 1952 w Cuneo) – włoski wioślarz, sternik, złoty medalista olimpijski.

## Kariera sportowa
Wystąpił na igrzyskach olimpijskich w Meksyku w 1968, gdzie Włosi w składzie: Primo Baran, Renzo Sambo i Bruno Cipolla zdobyli złoty medal w dwójkach ze sternikiem. Cipolla miał wówczas zaledwie 15 lat. W finale o 1,99 sekundy wyprzedzili osadę Holandii i o 3,26 sekundy osadę Danii. Był to jego jedyny start olimpijski.
W tej samej konkurencji zdobył również złoto na mistrzostwach Europy w Vichy (1967).
Po zakończeniu kariery był działaczem i trenerem w klubie Associazione Nazionale Dopolavoro Ferroviario Treviso.
Został odznaczony złotym medalem przez Włoski Narodowy Komitet Olimpijski.